# Майневе
Майневе (нем. Meineweh) — община в Германии, в земле Саксония-Анхальт.
Входит в состав района Бургенланд. Подчиняется управлению Ветауталь. Население составляет 1077 человек (на 31 декабря 2012 года). Занимает площадь 15,79 км².
Коммуна подразделяется на 3 сельских округа: Майневе, Унтеркака и Прецш. Населённые пункты Унтеркака и Прецш входят в состав коммуны Майневе с 2010 года.

## Население
| Год  | Численность | Численность |
| ---- | ----------- | ----------- |
| 2017 | 1069        | [ 1 ]       |
| 2019 | 1038        | [ 5 ]       |
| 2021 | 1032        | [ 6 ]       |
| 2022 | 1001        | [ 7 ]       |
| 2023 | 992         | [ 2 ]       |